# ペナメシリン
ペナメシリン（英：Penamecillin）は、ベンジルペニシリンのアセトキシメチルエステルであり、エステラーゼによってベンジルペニシリンに変化するプロドラッグである。
胎児への催奇形性リスクは検出されていない。